# Клод Фролло
Клод Фролло́ (фр. Claude Frollo) — главный антагонист романа Виктора Гюго «Собор Парижской Богоматери», а также постановок по мотивам данного романа.
Фролло — священнослужитель, недавно назначенный архидьяконом Собора Парижской Богоматери. На протяжении всего романа в нём борются обет безбрачия и плотское желание, страсть. Он безнадёжно влюбляется в уличную танцовщицу — цыганку Эсмеральду, следит за ней, обвиняет в колдовстве и покушении на убийство капитана Феба де Шатопера, доносит на неё, способствует аресту девушки и неоднократно признаётся ей в любви. После того, как Клод узнаёт, что ничего, кроме отвращения и страха Эсмеральда к нему не испытывает, рассудок священника охватывает помутнение гораздо более сильное, нежели лишения, которые он претерпевал на протяжении всей своей жизни. Он угрожает Эсмеральде погибелью, если та не захочет быть с ним: «Могила — или моё ложе!», и однажды предпринимает попытку взять её силой в одной из келий Собора Парижской Богоматери.
Последняя их встреча происходит ночью на Гревской площади, когда священник предоставляет девушке выбор — между виселицей и ним самим. Когда Эсмеральда в очередной раз грубо и твёрдо отказывает Клоду, тот, обезумев окончательно, волочит её к Роландовой башне и оставляет её под надзором затворницы Гудулы (наст. имя — Пакетта Шантфлери) до прихода стражи.
В финале Клод, забравшись на одну из балюстрад Собора, лицезрит цыганку в петле и, разразившись нечеловеческим хохотом, погибает от рук своего приёмного сына — горбуна Квазимодо, тоже влюблённого в цыганку. Звонарь в ярости сбрасывает священника с балюстрады и тот, преодолев ещё несколько препятствий на пути к смерти, наконец встречается с ней лицом к лицу.

## Внешность
«Среди множества лиц, озарённых багровым пламенем костра, выделялось лицо человека, казалось, более других поглощенного созерцанием плясуньи. Это было суровое, замкнутое, мрачное лицо мужчины. Человеку этому, одежду которого заслоняла теснившаяся вокруг него толпа, на вид можно было дать не более тридцати пяти лет; между тем он был уже лыс, и лишь кое-где на висках ещё уцелело несколько прядей редких седеющих волос; его широкий и высокий лоб бороздили морщины, но в глубоко запавших глазах сверкал необычайный юношеский пыл, жажда жизни и затаённая страсть. Он, не отрываясь, глядел на цыганку, и пока шестнадцатилетняя беззаботная девушка, возбуждая восторг толпы, плясала и порхала, его лицо становилось все мрачнее. Временами улыбка у него сменяла вздох, но в улыбке было ещё больше скорби, чем в самом вздохе».
Архидьякон предстаёт в романе как высокий, широкоплечий мужчина с бледным оттенком кожи. Он не обделён физической силой и обладает, к тому же, сильным, чистым голосом.
Гюго не даёт однозначного описания внешности героя. Если в первых главах мы видим человека почти седого и лысого, то в главе «Бред» Фролло клочьями вырывает у себя волосы, чтобы проверить, не поседел ли он, а в финале романа перед нами — начинающий седеть и лысеть мужчина.

## Биография
Родился в 1446/47 году, в семье мелких дворян. Родовое имя «де Тиршап» (фр. de Tirechappe) получил по названию одного из двух ленных владений (второе — Мулен; в разговоре с братом упоминает, что желает выкупить владения).
Рос степенным и тихим ребёнком. С детства его предназначили для церковной службы и научили «опускать глаза долу и говорить тихим голосом». Рос, склонившись над требником и лексиконом. На учёбу был отдан в колледж Торши, где зарекомендовал себя как прилежный и способный ученик, более всего на свете интересующийся науками. Не принимал участия в гулянках других школяров, а также в мятеже 1463 года, который летописцы внесли в хронику под громким названием «Шестая университетская смута». Он «уже в шестнадцать лет … мог помериться в теологии мистической — с любым отцом церкви, в теологии канонической — с любым из членов Собора, а в теологии схоластической — с доктором Сорбонны». Преуспев в учении, к двадцати годам был доктором всех четырёх факультетов: теологии, права, медицины и свободных искусств.
В 1466 году осиротел, когда родители его умерли от чумы. На попечении Клода остался младший брат Жеан, грудной младенец, которого вскормила жена мельника.
В этом же году Клода Фролло рукополагают в священнослужители: «Его душевные качества, его знания, его положение вассала парижского епископа широко раскрывали перед ним двери церкви. Двадцати лет он, с особого разрешения папской курии, был назначен священнослужителем Собора Парижской Богоматери; самый молодой из всех соборных священников, он служил в том приделе храма, который называли altare pigrorum („придел лентяев“), потому что обедня служилась там поздно». На фомино воскресенье следующего, 1467 года, молодой патер приютил подброшенного в соборные ясли уродливого ребёнка, окрестив его Квазимодо, как в честь дня, когда тот был найден, так и в ознаменование его «недочеловеческого» облика и души, сформировавшейся по образу тела.
Осенью 1481 года из окна своей кельи Фролло увидел танцующую на площади перед собором юную цыганку Эсмеральду. В тот день судьба его была предрешена. Он влюбился…

## Особенности личности и характера
Темперамент Клода Фролло можно трактовать как флегматичный, с яркими холерическими вспышками, вызванными страстной влюблённостью и духовной экзальтацией.
Мы видим перед собою человека увлечённого и стремящегося к совершенству в познании. Единственная непреходящая страсть архидьякона — это алхимия, ибо он не может до конца овладеть тайным знанием. Исчерпав все возможности своего служения Богу, Фролло охладевает к церкви. Мы не можем однозначно сказать, верует ли он. А если да — то в кого или во что на самом деле? Его религиозный фанатизм — стремление следовать правилам внешним, но не внутренним. Постигнув всё, что могла ему дать средневековая наука, священник постепенно отрекается и от неё: «Ваша наука о человеке — ничто! Ваша наука о звёздах — ничто!»
Возможно, и страсть его к цыганке Эсмеральде можно толковать с подобных позиций. Познав любовь плотскую и человеческую, Клод Фролло, предположительно, оставил бы и её ради изучения алхимии, единственно непостижимой — и оттого кажущейся истинной.
Такова и его любовь к брату, которой он поначалу отдаёт всего себя — но со временем Клод и Жеан становятся совершенно разными и чужими друг другу людьми. Но скорбь о брате велика: на вопрос поэта Гренгуара о несчастном, которого Квазимодо размозжил о плиты собора, священник «не ответил ни слова, но внезапно выпустил весла, руки его повисли, словно надломленные, и Эсмеральда услышала судорожный вздох. Она затрепетала. Она уже слышала эти вздохи».
Важная черта архидьякона — его тяга к выстраиванию патриархальных отношений и поистине мазохистических, основанных на зависимости связей. Он пытается быть отцом для паствы (хотя, очевидно, не верит в Бога и слишком далёк от этой тёмной, но начинающей сознавать свою силу людской массы), брата (но не может воспитать его, не имея ни малейшего представления об адекватной модели семьи), Квазимодо (с которым они взаимосвязаны и в то же время диаметрально противоположны).
Интересна мотивация его милосердного поступка по отношению к горбуну Квазимодо. С одной стороны, это — довольно искренний порыв, свойственный юношескому максимализму, в котором задержался архидьякон. С другой стороны, это был своеобразный взнос, обеспечивавший Жеану место в раю. Но, в-третьих, Фролло не мог не понимать, что таким образом приобретает себе готового на всё и преданного раба, что вполне выражается в имени, которое архидьякон дал своему приёмышу: «Квазимодо», то есть «недочеловек».
С этой тягой к патриархальности можно связать и стремление Клода Фролло к власти, его надменность, высокомерие, несомненно — гордыню. Алхимия — погоня за мечтою и золотом. Иметь золото — значит иметь власть и «быть равным Богу», ибо материальная сила — единственная, которую не тронул колоссальный разлом эпох. Хотя, конечно, едва ли Клоду нужно было само золото. Он хотел совершить то, к чему стремились многие умы, на что многие положили жизни, но чего так и не достигли. Таким образом он, к тому же, увековечил бы своё имя в веках, о чём, пожалуй, он не мог не думать.
Интересен архидьякон и в сравнении со своим главным соперником офицером Фебом де Шатопером. Капитан и священник, на первый взгляд, — диаметрально противоположны, но воплощают в романе правящие классы, средневековую традицию и жестокий эгоизм. При этом один пуст — другой бездонен, один моложе — другой старше, один разорился — а другой копит деньги, чтобы выкупить поместье. В одном они, правда, схожи: они не знают нравственности. Феб, глупое животное в красивом мундире, просто не дорос до этого чувства, он не склонен к какому-либо анализу. Клод, ступив на путь онтологического нигилизма и всяческих сомнений, напротив, утрачивает это чувство. Но Эсмеральда, тем не менее, выбирает Феба. Это видимая абсурдность женской любви, имеющей свои особые закономерности. Эта нелепость убивает Клода: он готов бросить к ногам цыганки весь мир, самого себя, своё доброе имя, жизнь, земную и загробную — а она предпочитает пасть к ногам Феба, у которого нет ничего. И в этой абсурдности заключена высшая нравственная справедливость. Для Эсмеральды всё до обидного просто: Феб — спаситель, Фролло — преследователь и, позднее, убийца.
Фролло нападает на своего соперника со спины — но другого способа он не имел. Он с удовольствием убил бы капитана в честном поединке, но сам Феб не может выдержать такого испытания. Но это не он «убивает» капитана. Это цыганка. Ведьма. И — косвенно — это действительно так: Эсмеральда есть причина и предмет этой распри.

## Судьба обречённого священника
Клод Фролло с течением времени приобрёл осознание степени мрачности окружающего мира и его наполнения. Потеря семьи, обездоленность, ращение младшего брата, обет безбрачия, усыновление больного ребёнка — всё это только усугубило положение. Более того, «причина этих мучений и преступлений — в христианской догме. Это борьба с плотью, отданной дьяволу, борьба невозможная, так как человек слабее дьявола, — результат христианства. Падение Клода Фролло — по его мнению, вина Бога, хоть это и кажется невозможным, однако, содержит в себе долю истины, так как трагедия несчастного заключается в походе против естества, против природы и её законов. Это трагедия священника, над которым торжествует рок».
Он и в смерти связывает себя узами — и принимает свою инфантильную модель поведения, при которой не надо принимать решения самому. Ведь всё предрешено Богом. В которого, кстати, Клод давно не верит — но в это страшное мгновение он всё равно «молил небо из глубины своей отчаявшейся души послать ему милость — окончить свой век на этом пространстве в два квадратных фута, даже если ему суждено прожить сто лет». Он всё равно надеется на нечто запредельное… Он снова предаёт себя.
«Наконец архидьякон, полный бешенства и ужаса, понял, что все бесполезно. Однако он собрал остаток своих сил для последнего усилия. <…> В ту же минуту сутана разорвалась сверху донизу. Тогда, чувствуя, что у него нет уже опоры снизу, что его поддерживают только немеющие руки, несчастный закрыл глаза и выпустил из рук жёлоб. Он упал.»
За падением Фролло наблюдали зеваки, попеременно выкрикивая: «Да ведь он сломает себе шею!», чего священник не мог не услышать и не понять, что продолжать держаться за жизнь, как и за водосточный жёлоб, бесполезно. «Ветер отнес его на крышу одного из домов, о которую несчастный ударился. Однако он был ещё жив, когда упал на эту крышу. <…> он ещё пытался удержаться за конек ногтями, но у него не хватило сил. Он быстро покатился с крыши, как оторвавшаяся черепица, и грохнулся о мостовую. Тут он уже не шевелился.»
Квазимодо отводит взгляд от распластавшегося на земле Клода, поднимает взор на цыганку, бьющуюся на виселице в предсмертных судорогах, затем вновь глядит вниз и, разразившись рыданиями, произносит с надрывом, вырвавшимся из самой глубины его души: — Вот всё, что я любил!
Виктор Гюго сочувствует в своём произведении скорее несчастному священнику, нежели уличной танцовщице — за этим нетрудно проследить по тому, как он описывает гибель каждого из них: Клода Фролло — с множеством подробностей, до мельчайших деталей, в то время как Эсмеральда удостоилась, в целом, одной наиболее полной фразы, в которой заключается лишь констатация факта смерти: «..тело цыганки, вздернутое на виселицу, билось под белой одеждой в последних предсмертных содроганиях..»
Гюго подмечает, что «в каждом из нас существует известное соотношение между нашим непрерывно развивающимся умом, склонностями и характером, которое нарушается лишь при крупных жизненных потрясениях». Над Клодом тяготел рок. И не одно какое-либо событие, а целый ряд последовательных взаимодополняющих катастроф, а именно: смена эпох, сила собственного разума, церковные догматы и любовь к женщине. И каждое из них тяжёлым молотом ударило по хрупкому триединству души, тела и разума, углубляя и расширяя раскол в сознании архидьякона.

## Страх перед печатной книгой
«Это убьёт то», — так звучит афоризм, произнесённый архидьяконом в разговоре с мэтром Жаком Шармолю. «Книга убьёт здание», — в этой короткой, но ёмкой фразе содержится весь страх человека, сознание которого разрывается на изломе эпох: он осознаёт тьму средневекового мракобесия, где рану можно вылечить при помощи жареной мыши, но боится тех неясных перемен, которые несёт с собою новая эпоха.
Это — ужас человека, который понимает, что слово и истина могут стать доступны каждому, и лишь одному Богу известно, как они могут быть тогда использованы. И если вначале было слово, что тогда есть слово печатное?
Клод Фролло в своём межвременьи остро ощущает этот скол и сдвиг: каменная книга соборов, создаваемая век за веком безымянными мастерами, уступает единоличному творению, общее уступает частному и индивидуальному. И однозначную оценку этим переменам дать непросто.

## Интерпретация образа
«Действительно, Клод Фролло был личностью незаурядной».
Если трактовать образ Клода Фролло с точки зрения эпохи романтизма, то он довольно однозначен. Это главный антагонист романа, выступающий воплощением религиозных догматов и мракобесия позднего средневековья, это носитель ананке догматов, его порождение и его же жертва.
Несмотря на то, что эпоха романтизма не признаёт типического, образ архидьякона всё же можно трактовать, как тип. Он «является широким обобщением, хотя, конечно, не коллективным портретом всех средневековых монахов, — иначе он не стал бы художественным образом, остро индивидуализированным и интенсивно живым». По большому счёту, Клод Фролло является одним из тех, кого были сотни, если не тысячи: «это реальный образ клирика XV века, который при всей своей учености, суевериях и предрассудках не может дать выхода естественным человеческим страстям». При всей своей тривиальности, эта идея Трескунова глубоко правильна по своей сути. Это священник, дремучий в своей средневековости — и прекрасный в своём стремлении выбраться из неё. Он уже не верит в Бога — но ещё не пришёл к человечности. Подобный человек типичен для того времени — он умён, учен, величественен, но в то же время он инфантилен, ибо предпочитает действовать по готовой, не им придуманной схеме, его разум и душа погребены под догматами и церковными уложениями, он давно потерял веру — но всё ещё блюдет внешнюю её сторону. Он не умеет любить, ненавидеть, воспитывать — и делает это, чудовищным образом сочетая догмы и инстинкты. И все эти характеристики присущи не только Клоду Фролло, но и многим, подобным ему.
Более того, «трещина, расколовшая эпоху, прошла через его [т. е архидьякона] сознание и сделала его типом». Смена времён — это тяжёлое испытание. Гуманисты выпустили человека на волю — и чем для него окажется свобода? Как он к ней придёт? Мучительная ломка сознания, поиск ощупью новых истин, порочный путь убийств и наслаждений… Возможно все — и Фролло раз за разом меняет метод исканий. Архидьякон уже не верующий, но ещё суеверный человек — и этот раскол особенно мучителен для него. Клод является носителем тех идеалов, которые уходят в небытие — но в то же время он сам давно в них разочаровался. И в этом — его типичность.
Понятие символа в этом плане куда более разнообразно: можно выделить как минимум четыре топоса, связанные друг с другом и лежащие в основе символичности этого образа.
В первую очередь, по мнению того же Трескунова, Клод Фролло есть символ «извращенной, задавленной феодальным порядком человеческой души». Это значение оказывается переходом между типом и символом. Ибо Клод как человек может лишь символизировать душу, но в то же время — и на том же основании (гибель души человека в пропасти между феодально-теократическими устоями и гуманистическими веяниями Возрождения) он является типом.
Во-вторых, Клод Фролло — это воплощение мрачного Средневековья. Он оказывается человеком, несущим в себе все самые тёмные и несовершенные стороны этого времени. Это суеверия, это та идеология, те мировоззрения, которые были оплотом для Темного времени. Не только религия — но и основа всего общества: феодальная власть, подавление народа и чёткая модель поведения.
В-третьих, архидьякон оказывается не только алхимиком — но и воплощением алхимического действа. Основу этой лженауки Трисмегист выразил в точнейшей метафоре: «Что вверху, то и внизу». Таким образом, что мы видим? Клод Фролло — и вверху, и внизу. Он находится над миром, над паствой, над наукой — но в то же время, оставаясь в том же положении, он оказывается у подножья неба, ибо выше Клода — Бог и присные его. А значит, будучи единым «веществом», он может иметь множество воплощений.
В-четвёртых, архидьякон, как не трудно догадаться, есть олицетворение мрачной аскезы Средневековья. Он — не один священник и не их совокупность, а вся Католическая Церковь, её оплот и догмы. Клод не только орудие ананке догматов, не только его жертва — но его воплощение в плоти и крови. Он есть носитель этого теократического мировоззрения, ибо он не может избавиться от него, как бы он ни хотел этого.

## Адаптации

### Кинематограф
| Год  | Название                                                 | Исполнитель роли          |
| ---- | -------------------------------------------------------- | ------------------------- |
| 1917 | The Darling of Paris                                     | Walter Law                |
| 1922 | Esmeralda                                                | Annesley Healy            |
| 1923 | Горбун из Нотр-Дама                                      | Брэндон Хёрст             |
| 1939 | The Hunchback of Notre Dame                              | Хардвик, Седрик           |
| 1956 | Собор Парижской Богоматери                               | Ален Кюни                 |
| 1966 | The Hunchback of Notre Dame                              | James Maxwell             |
| 1977 | The Hunchback of Notre Dame                              | Kenneth Haigh             |
| 1982 | The Hunchback of Notre Dame                              | Дерек Джекоби             |
| 1986 | The Hunchback of Notre Dame, анимационный фильм          | Ron Haddrick, озвучивание |
| 1995 | The Magical Adventures of Quasimodo, анимационный сериал | Vlasta Vrana, озвучивание |
| 1996 | Горбун из Нотр-Дама, анимационный фильм Disney           | Тони Джей, озвучивание    |
| 1997 | Горбун из Нотр-Дама                                      | Ричард Харрис             |
| 1999 | Quasimodo d’El Paris, пародия                            | Ришар Берри               |

### Мюзикл Notre-Dame de Paris
| Год       | Страна                          | Исполнитель роли                                       |
| --------- | ------------------------------- | ------------------------------------------------------ |
| 1998-2001 | Франция, Канада, Великобритания | Даниэль Лавуа                                          |
| 2002-2004 | Россия                          | Александр Маракулин, Игорь Балалаев, Александр Голубев |

Кроме того, постановка мюзикла была осуществлена в Англии, Италии, Испании, Южной Корее и Бельгии.
Также мюзикл был представлен парижским театром «Могадор», группой московских бардов Notre-Group и студенческим театром «Диалог» (г. Москва, мюзикл «Любовь и время»). Версия театра «Диалог» была закрыта по требованию официальной русской версии, поскольку была признана конкурентоспособной.

### Комиксы
| Год       | Издательство | Название комикса, художники                           |
| --------- | ------------ | ----------------------------------------------------- |
| 1999-2002 | Glenat       | «Esmeralda»                                           |
| 2010      | Glenat       | «Notre-Dame de Paris»                                 |
| 2012      | Glenat       | «Notre-Dame», Robin Recht, Jean Bastide               |
| 2012      | Dark Horse   | «The Hunchback of Notre Dame», Tim Conrad             |
| 2018      | Эксмо        | «Собор Парижской Богоматери», коллектив иллюстраторов |